# Dimensioni temporali multiple
La possibilità che esista più di una dimensione temporale è stata affrontata in ambito fisico e filosofico.

## Fisica
La teoria della relatività ristretta descrive lo spaziotempo come una varietà il cui Tensore metrico ha un autovalore negativo. 
Questo implica quindi l'esistenza di una direzione temporale. La presenza di numerosi autovalori negativi corrisponderebbe perciò alla presenza di numerose direzioni di tipo tempo, e quindi dimensioni temporali multiple, ma la relazione che tali dimensioni di tipo tempo extra avrebbero con il tempo comunemente considerato non è ancora del tutto chiara ed esistono diverse teorie.
Se la teoria della relatività ristretta può essere generalizzata nel caso di tempo a k-dimensioni, (t1,t2,…,t k) e spazio a n-dimensioni (xk+1, xk+2,..., xk+n), allora l'intervallo (k+n)-dimensionale, essendo invariante, è dato dall'espressione (dsk,n)2=(cdt1)2+…+(cdt k)2−(dxk+1)2−…−(dxk+n)2. La segnatura metrica è dunque 
{\displaystyle (\underbrace {+,\cdots ,+} _{k},\underbrace {-,\cdots ,-} _{n})\,} - convenzione di segno di tipo temporale,
(o {\displaystyle (\underbrace {-,\cdots ,-} _{k},\underbrace {+,\cdots ,+} _{n})\,} - utilizzando una convenzione di segno di tipo spaziale).
La trasformazione tra le due finestre inerziali indicate con K e K′, secondo la configurazione standard (ovvero trasformazioni senza traslazione e/o rotazione dell'asse spaziale nell'iperpiano dello spazio e/o rotazione dell'asse del tempo nell'iperpiano del tempo) sono le seguenti:
{\displaystyle t'_{\sigma }=\sum _{{\theta }=1}^{k}\left(\delta _{{\sigma }{\theta }}t_{\theta }+{\frac {c^{2}}{v_{\sigma }v_{\theta }}}\beta ^{2}({\zeta }-1)t_{\theta }\right)-{\frac {1}{v_{\sigma }}}\beta ^{2}{\zeta }x_{k+1},}
{\displaystyle x'_{k+1}=-c^{2}\beta ^{2}\zeta \sum _{{\theta }=1}^{k}{\frac {t_{\theta }}{v_{\theta }}}+{\zeta }x_{k+1},}
{\displaystyle x'_{\lambda }=x_{\lambda },}
dove {\displaystyle \mathbf {v} _{1}=(v_{1},\underbrace {0,\cdots ,0} _{n-1})\,\!,} {\displaystyle \mathbf {v} _{2}=(v_{2},\underbrace {0,\cdots ,0} _{n-1})\,\!,} {\displaystyle \mathbf {v} _{k}=(v_{k},\underbrace {0,\cdots ,0} _{n-1})\,\!}
sono i vettori velocità di K′ rispetto K, definiti secondo la relazione con le dimensioni temporali t1,t2,…,tk; {\displaystyle \beta ={\frac {1}{\sqrt {\sum _{{\mu }=1}^{k}{\frac {c^{2}}{v_{\mu }^{2}}}}}};}
{\displaystyle \zeta ={\frac {1}{\sqrt {1-\beta ^{2}}}};}
σ=1,2,...,k; λ=k+2,k+3,...,k+n. Qui δ σθ è il Delta di Kronecker. Queste trasformazioni sono una generalizzazione della trasformazione di Lorentz in una direzione spaziale data (xk+1) nelle teorie delle dimensioni temporali e spaziali multiple.
Indichiamo: {\displaystyle {\frac {\mathrm {d} x_{\eta }}{\mathrm {d} t_{\sigma }}}=V_{\sigma \eta }} e
{\displaystyle {\frac {\mathrm {d} x'_{\eta }}{\mathrm {d} t'_{\sigma }}}=V'_{\sigma \eta },}

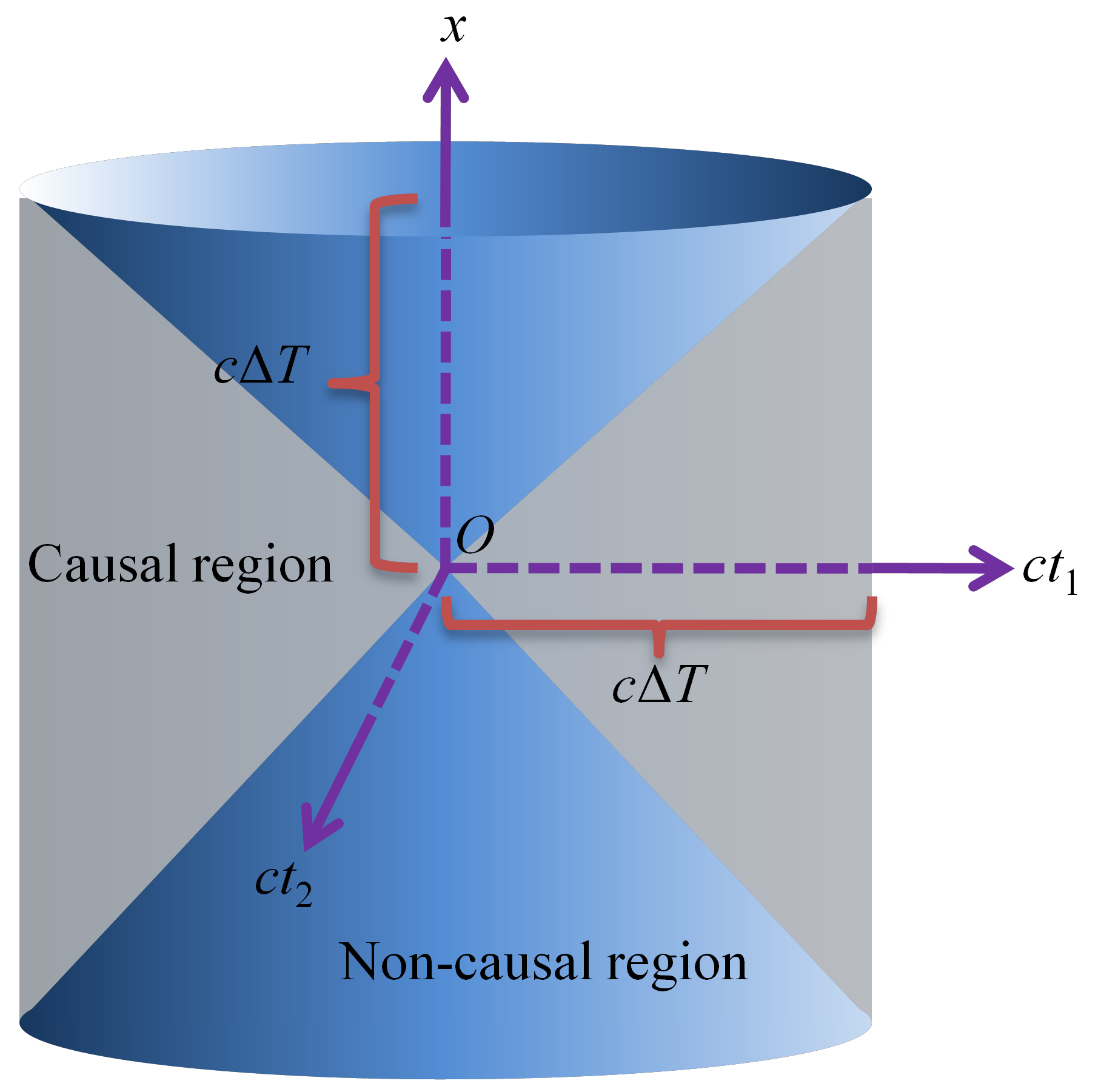
Struttura causale dello spaziotempo con due dimensioni temporali e una spaziale

dove σ=1,2,...,k; η=k+1,k+2,...,k+n. La composizione delle velocità è data da
{\displaystyle V'_{\sigma \left(k+1\right)}={\frac {V_{\sigma \left(k+1\right)}\zeta \left(1-\beta ^{2}\sum _{{\theta }=1}^{k}{\frac {c^{2}}{v_{\theta }V_{\theta \left(k+1\right)}}}\right)}{1+{\frac {V_{\sigma \left(k+1\right)}}{v_{\sigma }}}\beta ^{2}\left(\left(\zeta -1\right)\sum _{{\theta }=1}^{k}{\frac {c^{2}}{v_{\theta }V_{\theta \left(k+1\right)}}}-\zeta \right)}},}
{\displaystyle V'_{\sigma \lambda }={\frac {V_{\sigma \lambda }}{1+{\frac {V_{\sigma \left(k+1\right)}}{v_{\sigma }}}\beta ^{2}\left(\left(\zeta -1\right)\sum _{{\theta }=1}^{k}{\frac {c^{2}}{v_{\theta }V_{\theta \left(k+1\right)}}}-\zeta \right)}},}
dove σ=1,2,...,k; λ=k+2,k+3,...,k+n. 
Per semplicità, consideriamo una sola dimensione spaziale x3 e le due dimensioni temporali x1 e x2. (Per esempio x1=ct1, x2=ct2, x3=x.) Assumiamo che nel punto O, con coordinate x1=0, x2=0, x3=0, avvenga un evento E. Assumiamo anche che un certo intervallo di tempo {\displaystyle \Delta T={\sqrt {\left(\Delta t_{1}\right)^{2}+\left(\Delta t_{2}\right)^{2}}}\geq 0} sia passato da quando l'evento E è avvenuto. 
La regione causale collegata all'evento E include la superficie laterale del cono { (x1)2+(x2)2−(x3)2=0 }, la superficie laterale del cilindro { (x1)2+(x2)2=c2ΔT2 } e la regione interna delimitata da queste due superfici, la regione causale include ad esempio i punti (x1,x2,x3), per cui sono soddisfatte le condizioni
Teorie che presentano più di una dimensione temporale sono state talvolta proposte in ambito fisico, sia come rigorosa descrizione della realtà sia come una mera possibilità. Il lavoro di Itzhak Bars riguardo alla fisica a due dimensioni temporali ("two-time physics",) ispirato dalla simmetria SO(10,2) della struttura supersimmetrica estesa della Teoria M, è lo sviluppo più recente e sistematico dell'argomento (vedi anche teoria F). Walter Craig e Steven Weinstein hanno dimostrato l'esistenza di un problema ben posto circa il valore iniziale dell'equazione ultraiperbolica (equazione d'onda in più di una dimensione). Questo ha mostrato che i valori iniziali che obbediscono a un vincolo non locale particolare su una ipersuperficie mista (di tipo tempo e di tipo spazio), evolvono deterministicamente nelle altre dimensioni temporali.

## Filosofia
Esperimento col tempo di J.W. Dunne (1927) descrive un'ontologia in cui è presente una gerarchica infinità di menti coscienti, ognuna con la propria dimensione temporale e capace di vedere dall'esterno gli eventi che accadono nelle dimensioni temporali di grado minore. La sua teoria fu spesso criticata poiché mostra una regressione infinita non necessaria.
La possibilità concettuale di dimensioni temporali multiple è stata sollevata anche nella moderna filosofia analitica.
Il filosofo inglese John Godolphin Bennett ha proposto un universo a sei dimensioni con le consuete tre dimensioni spaziali più tre dimensioni di tipo tempo chiamate tempo, eternità e hyparxis. Il tempo è la successione cronologica consueta, le dimensioni di ipertempo chiamate eternità e hyparxis hanno invece delle proprietà specifiche: la dimensione di eternità può essere considerata il tempo cosmologico, o la dimensione senza tempo. La dimensione detta hyparxis è caratterizzata dalla potenzialità di essere ed è più significativa nel campo dei processi quantici.
La congiunzione delle due dimensioni di tempo ed eternità potrebbe formare una base ipotetica per una cosmologia del multiverso, che prevede l'esistenza di universi paralleli su un piano di possibilità molto vaste. La terza dimensione di tipo tempo, hyparxis, ammetterebbe teoreticamente le possibilità fantascientifiche di viaggiare nel tempo, passare in universi paralleli e viaggiare più veloce della luce.
Anche se Bennett ha avanzato speculazioni curiose, le sue idee si fermano ad aspetti soggettivi della percezione del tempo e non sono fondate su una base pienamente scientifica. Il problema della misurazione di tali ipotetiche dimensioni temporali extra non viene affrontata.

## In altre opere
- Nel romanzo finale della trilogia Uomini come dei, The Reverse Time Loop (1977), Sergei Snegov fa pronunciare al protagonista queste parole: «Ecco la mia idea - evadere dall'ordinario tempo a una dimensione nel tempo a due dimensioni»[7]
- Il numero della bestia di Robert A. Heinlein (1980) mostra una cosmologia a sei dimensioni, con tre dimensioni temporali indicate con t, tau (dal greco τ) e teh (dal cirillico corsivo т).
- Il Ciclo del ware di Rudy Rucker mostra alieni chiamati Metamarziani che "provengono da una parte di cosmo a due dimensioni temporali".[8]
- Nel romanzo di Star Trek di Diane Duane Il cielo ferito, il fisico Hamalki K't'lk afferma che il tempo ha tre dimensioni, dette "principio", "durata" e "termine."
- La serie a fumetti di Sonic usa questa teoria per spiegare quando Sonic incontra il suo gemello cattivo Scourge.